# Betekhtinite
La betekhtinite è un minerale.